# 话语社群
话语社群（Discourse community）是由共同拥有一系列的被理解为基本的价值观和前提，作为一种交流的特定用语的一群人组成的。语言学家约翰·斯韦尔斯（John Swales）将话语社群定义为“具有目标或目的的群体，并通过交流来实现这些目标。”
一些话语社群，可能是那些阅读/撰写某一学术期刊的人，或是订阅了麦当娜粉丝电子邮件的人。每个话语群体都有自己的不成文的规则，比如，期刊不会接受一篇声称“话语是最酷的概念”的文章；另一方面，订阅列表的成员不一定会欣赏对于麦当娜最新单曲的佛洛依德心理分析。大多数人每天都在不同的话语社区内或之间活动。
由于话语社群本身是无形的，为了方便理解，可以将话语社群想象为某种形式运作的论坛。期刊作者/读者和麦当娜粉丝可以被看作是论坛的一个例子，或者是“话语社区运作的具体表现”。
“话语社群”这个词最早由社会语言学家马丁·尼斯特兰德于1982年使用。 后来由美国语言学家约翰·斯韦尔斯进一步发展。 Swales提出了6个明确的特征概括那些以英语作为第二语言或外语的人获得学术写作风格的方式：
一个话语社群：
1. 达成了广泛一致的公共目标。 
2. 它的成员之间有相互交流的机制。 
3. 主要利用其参与机制提供信息和反馈。 
4. 运用并因此拥有一种或多种风格来促进目标的实现。 
5. 除了拥有社群自身的风格，它还有了一些只属于社群的特定用语。 
6. 具有适当程度的与社群自身相关内容和掌握专业术语的成员的门槛。

詹姆斯·波特（James E. Porter）将话语社群定义为：“一个地方性和临时性的约束系统，由一组话语（或者，更普遍的，一些实际活动）所定义，他们因为一个共同的目的聚集在一起。”话语社群是一种基于文本的系统，有规定的和未规定的惯例，具有重要的历史（对社群来说），权力行使的机制，制度等级，既得利益，等等。
论证理论家柴恩·佩雷尔曼以及奧爾布雷希特·特蒂卡阐述了话语的本质、话语社区的概念的适用性：“一切语言皆是社群之语言，不論是由親緣關係或是由共同实践之學術或技藝所聯結起來之社群。其所使用的术语、它们的意义、它们的定义，只能通过使用这些术语的人所知道的习惯、思维方式、方法、外部环境和传统来理解。偏离用法需要理由證成……”帕特里夏•比泽尔表示：“除非作者能够根据社群的诠释惯例来定义自己的目标，否则无法在一个话语社群内创作文本。”换句话说，一个人不能简单地产生任何特定用语——它必须符合它所吸引的话语群体的标准。如果一个人想成为某个话语群体的一员，他需要的不仅仅是学习行话。它需要理解社区内建立的概念和期望。
话语社群所使用的语言可以被描述为语篇或语篇类型，成员一般通过训练或个人说服的方式加入话语社群。这与语言社区（用比泽尔的话来说：“本土话语社区”）形成了鲜明的对比。

## 设计一个话语社群

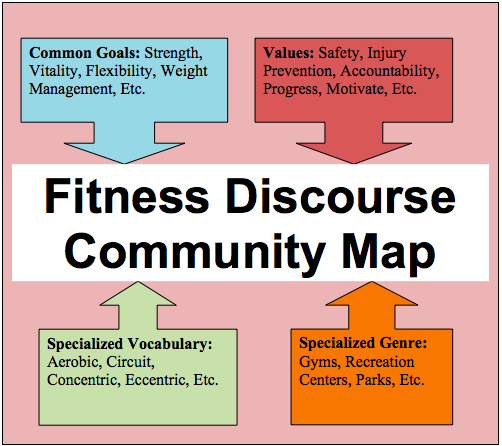
一个为健身而创建的话语社区示意图

一个常用的设计话语社区的工具是地图。地图可以提供话语社区的共同目标、价值、专业词汇和专业体裁。该工具可作为一项任务说明提交给所有成员。随着新一代成员进入话语共同体，新的利益可能出现。最初绘制出来的内容可以重新创建以适应任何更新的兴趣。 话语社区的设计方式，最终决定着话语社区的功能。话语社区不同于任何其他类型的分组，因为设计将限制或启用参与者。

## 网络话语社区的发展
一个话语社区可以被看作是一个社交网络，它是由共享一些交际目的的参与者建立起来的
。 在数字时代，社交网络可以被看作是自己话语社区的分支。网络话语的起源有四个阶段：定位、实验、生产力和转化。正如数字世界在不断进化一样，“话语社区通过成员之间的交流不断地定义和重新定义自己”。 实践社区需要一群人协商工作，并使用共享的或共同的资源朝着共同的目标努力。 这些虚拟的话语社区由一群人组成，他们“通过人天生的意志和一套共同的想法和理想”聚集在一起。 当“足够多的人将这些公共关系延续到足以在网络空间形成人际关系网络”时，虚拟话语社区就成为一个独立于任何其他话语社区的实体。
“话语社群”一词因强调文本流通网络内的一致性、对称性和合作而富有争议。
话语社区内的社会集体，无论出于设计还是错误，都可以被解释为有争议的。话语社区的成员承担着分配或维持的角色，作为话语权威、权利、期望和约束。在一个在线的语篇社区中，文本经常以可以被认为是异质分组的形式传播，就像老师给管理者、学者、同事、家长和学生的听众写信一样。文本的流通形成了在文献流通之前可能不存在的群体。“这些和其他社会的复杂性需要建议一个更微妙的和多样的社会学词汇来描述文本内循环的关系网络的设置以及描述类型调解的方式在这些社会集体行动和关系，比如社会文化所提供的理论流派和活动”。

## 文化
话语社区并不局限于来自不同语言和文化背景的人的参与。这些人开始适应话语社区的标准。然而，参与一个话语共同体并不妨碍基于共同目标的其他群体的参与。在某些情况下，在特定标准下，话语干扰的痕迹可能会从其他标准中出现。耶里克和吉尔伯特讨论了话语的影响，使代表人数不足的学生长期处于边缘化地位。他们的研究讨论了他们对学校大量的政策和做法的不满，这些政策和做法给某些学生的声音制造了障碍。因此，尽量减少低轨道学生的投入，塑造主流学术课程。这些学生很少有机会在课堂上做出贡献，当他们做出贡献时，他们只会被允许在特定观点和观点上附和别人的意见。怀著怨恨，耶里克和吉尔伯特州立大学“并没有试图将以家庭为基础的话语与在课堂上推广的学术话语相匹配，这也被其他研究证明是有问题的。”

## 相关术语
詹姆斯·保罗·吉使用话语作为一种“說話(写作)-行为-存在-價值-相信的组合”（"saying (writing)-doing-being-valuing-believing combinations"）。话语可以与受众的概念联系起来，因为受众和作者都参与了一系列历史事件，将作者和受众置于一个更大的对话之中。这是一种“身份工具包”：“话语是一种‘身份工具包’，它配有合适的服装和如何表演、交谈和经常写作的指导，以便承担别人会认可的特定社会角色。”想象一下扮演夏洛克·福尔摩斯的身份工具包会包括哪些方面：特定的服装、特定的使用语言的方式（口头语言和印刷品）、特定的态度和信仰、对某种生活方式的忠诚，以及与他人交流的特定方式。我们可以把所有这些因素联系在一起，因为它们都是围绕着“夏洛克·福尔摩斯，侦探大师”的身份和“夏洛克·福尔摩斯话语”进行整合的。这例子也清楚地表明，“话语”，正如我所使用的术语，并不仅仅包括谈话或语言。此外，在官方（制度框架）能力、非官方（社会群体）能力或两者兼而有之方面，论述不是个人主义的，而是基于社区的。具体来说，“话语总是嵌入在社会机构的混合集成，并经常涉及各种“道具”，例如各种各样的书籍和杂志、实验室、教室、各种各样的建筑、各种技术、从缝纫针和无数的其他对象（用于缝纫圈）以至鸟类（鸟类观察者）、篮球场、篮球（篮球运动员）”。